# Vysoké kolo

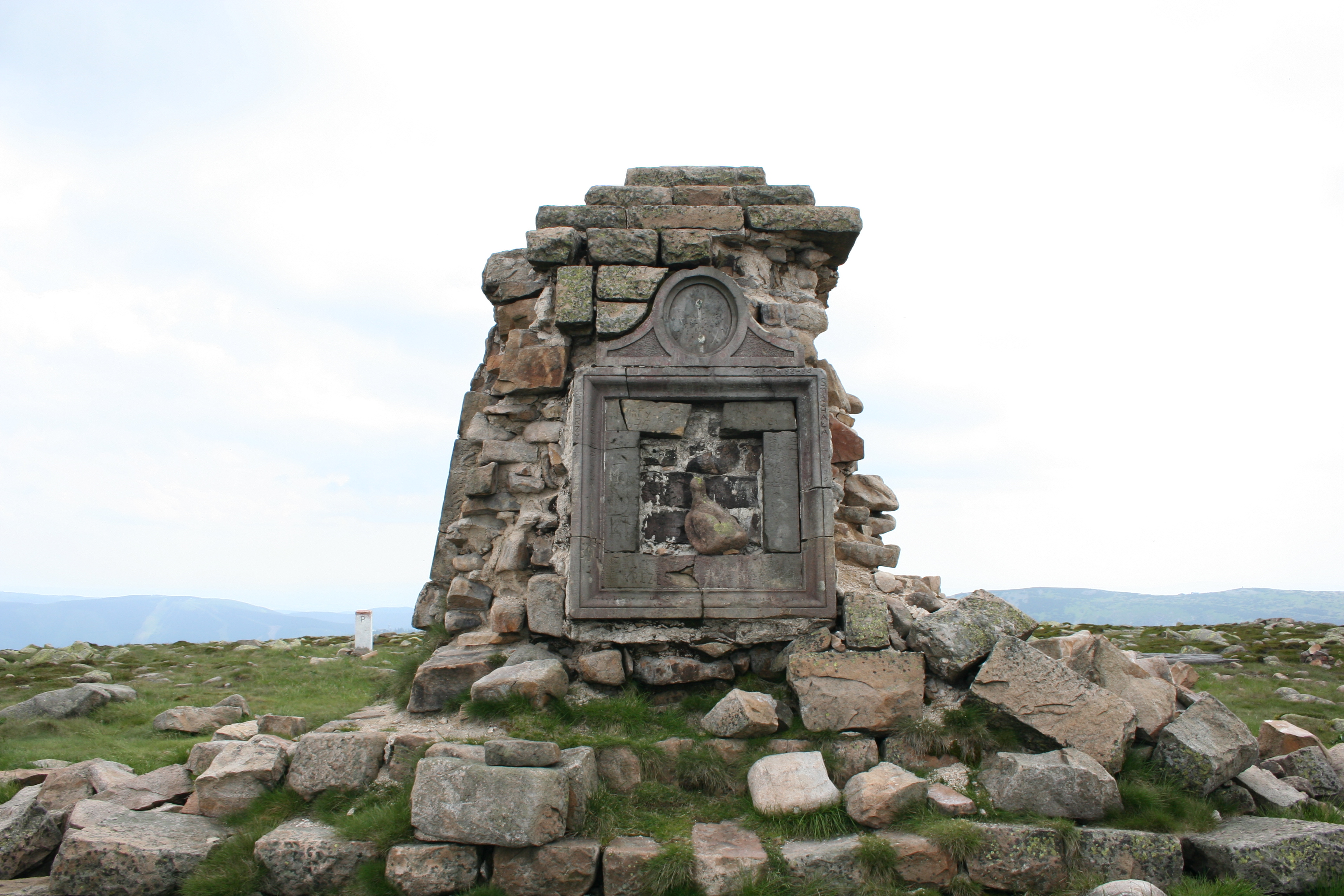
Monument

De Vysoké kolo (Tsjechisch) of Wielki Szyszak (Pools) (Duits: Hohes Rad) is een berg in Polen en Tsjechië. De top van de berg, die op 1.509 meter hoogte ligt, bevindt zich op de grens van beide landen in het Reuzengebergte.
Op de top staat het vervallen monument van de Duitse keizer Wilhelm I.
Sneeuwkop / Sněžka (1603 m) · Luční hora (1555 m) · Studniční hora (1554 m) · Vysoké kolo (1510) · Praděd (1492 m) · Stříbrný hřbet (1490 m) · Violík (1471 m) · Vysoká hole (1465 m) · Králický Sněžník (1424 m) · Keprník (1423 m)